# Комаровичи (Горецкий район)
Комаро́вичи (бел. Камаровічы) — деревня в составе Добровского сельсовета Горецкого района Могилёвской области Республики Беларусь.

## История
В 1997 году образован новый населённый пункт — деревня Комаровичи в составе Горецкого сельсовета Горецкого района Могилёвской области. 

## Население
- 1999 год — 152 человека
- 2010 год — 111 человек